# Derek Sherrod
Derek Lee Sherrod (Chula Vista, 23 aprile 1989) è un giocatore di football americano statunitense che gioca nel ruolo di offensive tackle per i Green Bay Packers della National Football League. Fu scelto dai Packers nel corso del primo giro (32º scelta assoluta) del Draft NFL 2011. Al college ha giocato a football a Mississippi State.

## Carriera professionistica

### Green Bay Packers
Sherrod fu selezionato nel corso del primo giro (32º assoluto) del Draft 2011 dai Green Bay Packers. Fu il primo giocatore dei Mississippi State Bulldogs ad essere selezionato nel primo giro dai tempi di Walt Harris ed Eric Moulds nel 1996.
Sherrod si ruppe il piede sinistro il 18 dicembre 2011 quando il linebacker Tamba Hali lo colpì durante il quarto periodo della sconfitta dei Packers 14-19 contro i Kansas City Chiefs. In totale, Sherrod nella sua stagione da rookie giocò 5 partite, nessuna delle quali da titolare.

## Vittorie e premi
Nessuno

## Statistiche
| Partite totali             | 5 |
| Partite totali da titolare | 0 |